# Marcus Wikman
Marcus Wikman, född 1989, är en svensk bandyspelare som spelar i Ljusdals bandyklubb. Wikman är mittfältare och gjorde sin första riktiga säsong i Bollnäs A-lag säsongen 2007/2008. 
Wikman kommer från en bandysläkt och är tredje generationen bandyspelare där hans farfar Nils Wikman var med i Bollnäs GIF och blev svensk mästare 1951, Wikmans far Nils-Göran Wikman har också spelat i Bollnäs GIF men är mer känd för sina insatser som domare inom bandyn. Även Marcus Wikmans farbror Lars Wikman spelade allsvensk bandy för Lesjöfors IF på 70-talet. Wikmans gammel farfar Simon Wikman startade 1925 Edsbyns bandy och var ordförande i föreningen. 